# Roy & Roger
Galenskaparna och After Shaves Roy & Roger blev snabbt populära efter att TV-programmet Macken börjat sändas i SVT 1986.
De två bröderna Roy (Anders Eriksson) och Roger (Jan Rippe), som tillsammans äger en mack mitt ute i ingenstans, ser macken som sitt liv. De får besök av den ena lustiga kunden efter den andra som till exempel en "beige kund" som ingen ser; eller en stackars man som letar efter sin vita Opel. Men Roy säger till honom: "Ring mig sen".
Övriga 75 roller spelas av Claes Eriksson och Kerstin Granlund från Galenskaparna samt Per Fritzell, Knut Agnred och Peter Rangmar från After Shave. Några av dessa rollfigurer är: Milton med fru (Per & Kerstin) som sjöng "Man ska ha husvagn", Den vite Opelkunden (Peter) vars bil aldrig kunde hittas, Turbo Jr. (Knut) som sjöng att han ville ha en synth i "Konfirmationspresenten", den beige kunden, som gjordes av seriens manusförfattare och regissör. Musiken skrevs av Claes, Anders och Knut, samtliga med texter av Claes.